# Dianthus bessarabicus
Dianthus bessarabicus là loài thực vật có hoa thuộc họ Cẩm chướng. Loài này được (Kleopow) Klokov mô tả khoa học đầu tiên năm 1948.